# میا هاگمن
میا هاگمن (به انگلیسی: Mia Hagman) (زادهٔ ۱۸ اوت ۱۹۷۹) شناگر اهل فنلاند است.